# Model de foneria

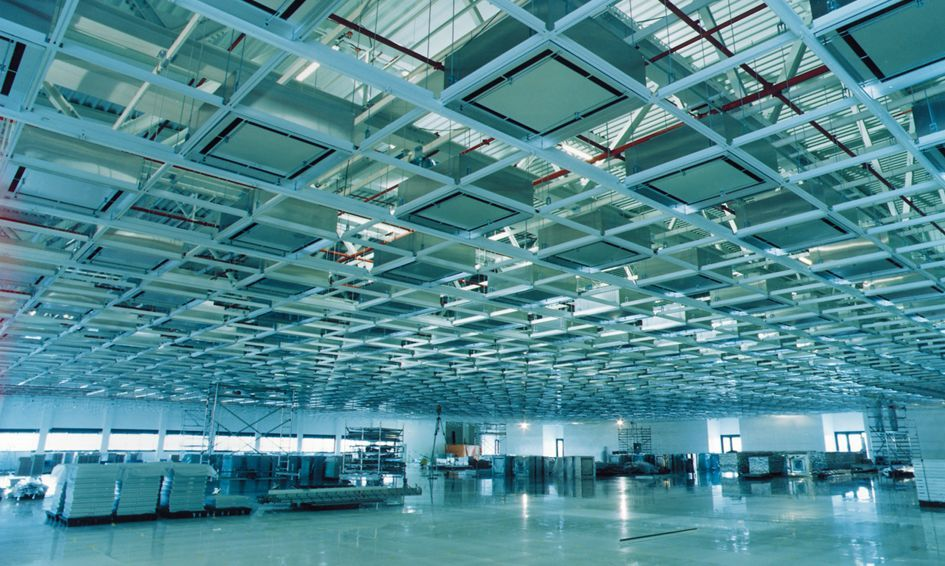
Espai net necessari en un model foneria

El model de foneria és un model de negoci d'enginyeria i fabricació de microelectrònica que consisteix en una planta de fabricació de semiconductors, o foneria, i una operació de disseny de circuits integrats, cadascuna pertanyent a empreses o filials separades.
Els fabricants de dispositius integrats (IDM) dissenyen i fabriquen circuits integrats. Moltes empreses, conegudes com a companyies de semiconductors fabless, només dissenyen dispositius; les fundicions mercantils o de pure play només fabriquen dispositius per a altres empreses, sense dissenyar-los. Exemples d'IDM són Intel, Samsung i Texas Instruments, exemples d'empreses sense fables són AMD, Nvidia i Qualcomm, i exemples de fundicions de joc pur són GlobalFoundries, TSMC i UMC.
Les instal·lacions de producció de circuits integrats són cares de construir i mantenir, també cal que es puguin mantenir gairebé al màxim de producció. Tipus segons el servei:
- La foneria de semiconductors de joc pur és una empresa que no ofereix una quantitat significativa de productes IC de disseny propi, sinó que opera plantes de fabricació de semiconductors centrades a produir IC per a altres empreses.[5]
- La foneria de semiconductors del fabricant de dispositius integrats (amb acrònim anglès IDM) és on empreses com Texas Instruments, IBM i Samsung s'uneixen per oferir serveis de foneria sempre que no hi hagi conflicte d'interessos entre les parts rellevants.[6]